# Isidro "Sid" Monge
Isidro Monge Pedroza (Agua Prieta, Sonora, 11 de abril de 1951), también conocido como Sid Monge, es un beisbolista, mexicano, que participó 10 años (1975-1984) en Grandes Ligas en 5 equipos como lanzador relevista con los Angelinos de California, Indios de Cleveland, Filis de Filadelfia, Padres de San Diego y Tigres de Detroit. Fue admitido al Salón de la Fama del Béisbol Mexicano en 2004.
Firmado con los Serafines en 1970, en la ronda 24, estuvo en sus equipos de ligas menores por seis años con las Gaviotas de Salt Lake City en la Liga costa del Pacífico de los Estados Unidos, y luego ser ascendido. En 1972, debuta en la Liga Mexicana del Pacífico.
Hizo su debut en Grandes Ligas el 12 de septiembre de 1975. Su mejor año fue en 1982 al finalizar con récord de 7-1 con Filadelfia. En 1983 quedó con marca de 10-3 y porcentaje de .769, con 3.67 en carreras limpias admitidas, compartiendo la campaña con los Filis de Filadelfia y Padres de San Diego. Su labor fue mayormente como relevista, jugando en 435 juegos, finalizando con 49 ganados y 40 derrotas con 3.56 de efectividad en 764 entradas, ponchando a 471 enemigos.
Su récord fue de 49-40 ganados y perdidos, en 10 años con una efectividad de 3.53. Lanzó 764 entradas, ponchando a 471.Fue elegido miembro de la Liga Americana en el Juego de estrellas de 1979, después de un récord de 12-10 con una efectividad de 2.40.

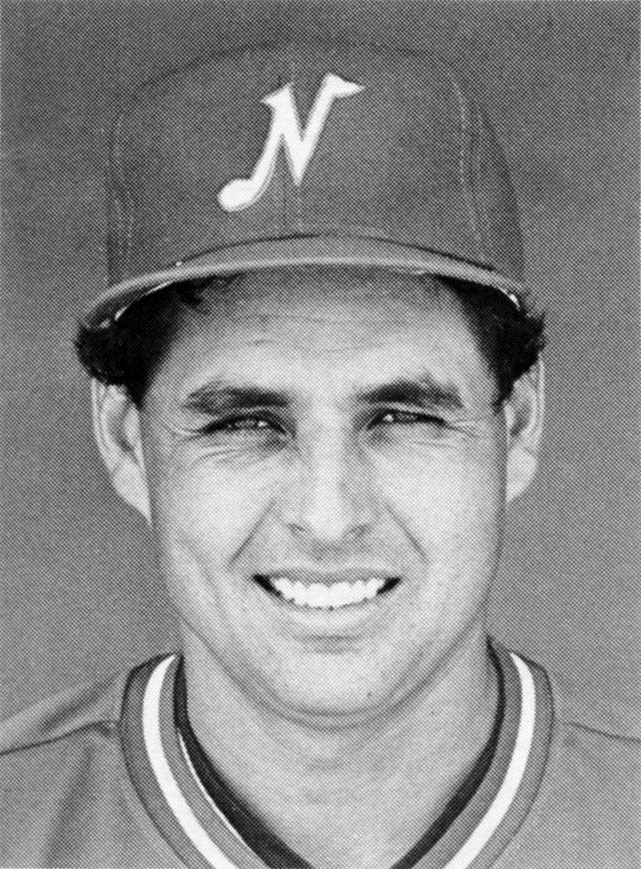
Monge en 1985

En México solamente participó en 15 temporadas en la Liga Mexicana del Pacífico. 10 temporadas fueron con los Tomateros de Culiacán, y el resto con Mayos de Navojoa, Ostioneros de Guaymas, Águilas de Mexicali y Venados de Mazatlán. Participó en 6 Series del Caribe. Entre sus logros se encuentra el liderato de salvamentos obtenido en la campaña de 1978-79 con 14, jugando para Culiacán, mismo equipo con el que obtuvo el récord de más juegos salvados en días seguidos con cuatro.

Monge aparece entre los mejores de todos los tiempos en el importante renglón de efectividad con 2.85 y entre los máximos ponchadores con 607 abanicados. 
“Fui uno de los tres jugadores que se colocaron seis pelotas en la mano; de la forma en la que está configurada la mano caben solamente seis, los otros fueron JR Richard, Johnny Bench y yo, mientras Mike Mansfield, quien no llegó a Grandes Ligas, era el cuarto”.
Sid jugó cuatro veces en la Serie Mundial (1984, 1998, 2004 y 2006), de las cuales, recibió par de anillos (con Detroit en 1984 y con San Luis en 2006).
En 2015 fue entrenador de pitcheo 3 años con Expos de Montreal, con años con Tigres de Detroit, tres años con Padres de San Diego, y o años con Cardenales de San Luis y, en México con Venados de Mazatlán, Algodoneros de Guasave, Águilas de Mexicali, Yaquis de Ciudad Obregón, Charros de Jalisco y Guerreros de Oaxaca.

## Vida Familiar
Estuvo treinta años en Estados Unidos. Vivió su niñez en Rancho Cucamonga en la Zona de Los Ángeles. Hizo la High School en Brawley California. Jugó futbol americano baloncesto, atletismo. Su hija es entrenadora de béisbol.  